# پیتر سی. شولتز
پیتر سی. شولتز (انگلیسی: Peter C. Schultz؛ زادهٔ ۳ دسامبر ۱۹۴۲) مهندس اهل ایالات متحده آمریکا است.
وی همچنین برندهٔ جوایزی همچون مدال ملی فناوری و نوآوری شده‌است.